# Puyuhuapi
Puerto Puyuhuapi es un caserío, ubicado en la comuna de Cisnes, en la región de Aysén, en la Patagonia chilena.

## Nombre
El nombre Puerto Puyuhuapi proviene del fiordo homónimo, que se extiende por casi 2 km de largo, así como una posa, por el norte desde el pueblo de Puyuhuapi hasta el extremo sur del Río Pascua, por el norte.
No existe real claridad sobre el significado de la palabra Puyuhuapi. De acuerdo a una versión, provendría de los vocablos en mapudungún puyu (cierto tipo de flor) y huapi (isla). De acuerdo a otra versión significaría Nido de Puyes o lugar de Puyes, en  mapudungun, siendo el puye un pez pequeño de no más de 5 cm de largo.

## Geografía

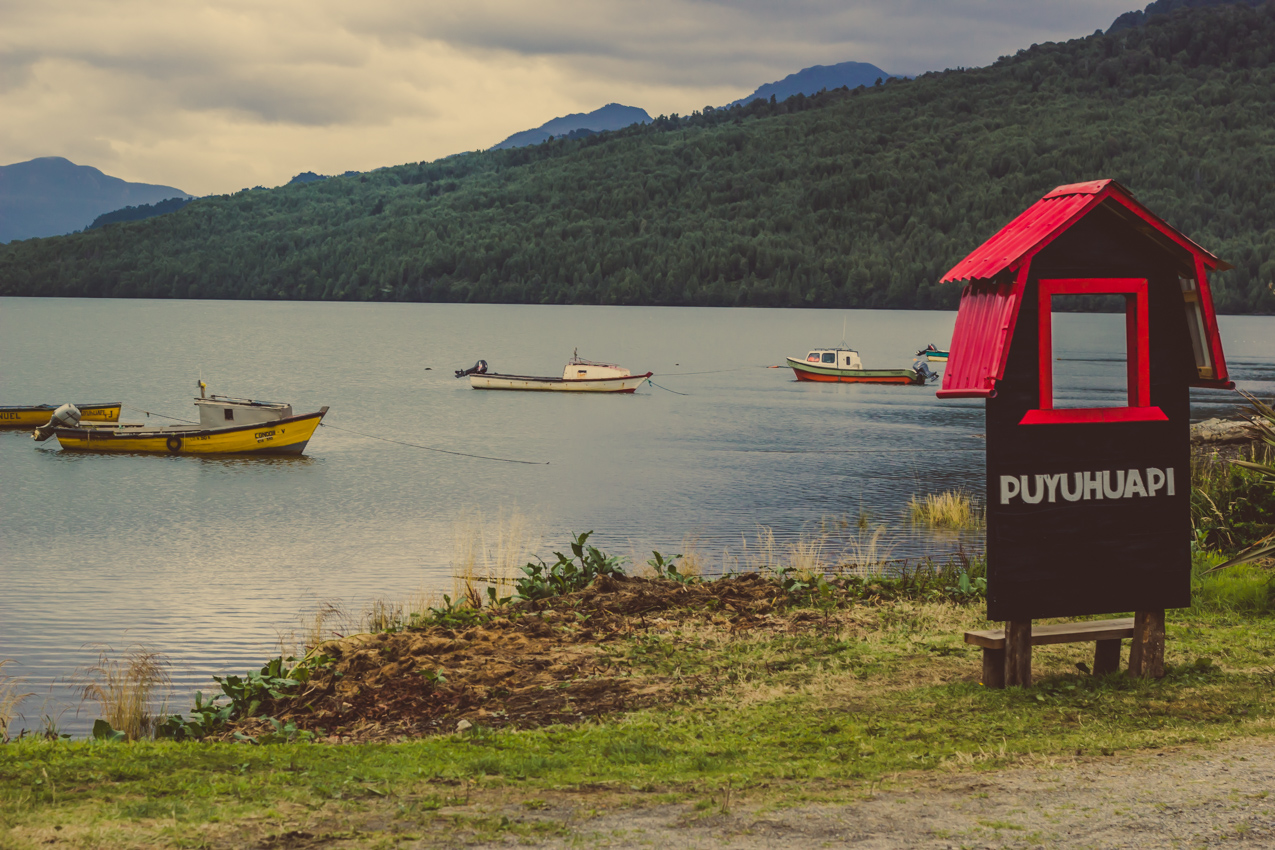
Puerto de Puyuhuapi.

### Ubicación
Se sitúa en la comuna de Cisnes, en el extremo norte del fiordo Puyuhuapi, enclavada entre la costa marina y los picachos nevados del Parque nacional Queulat y el campo volcánico Puyuhuapi, en la región patagónica de Aysén, en el sur del país.
Se ubica a 44° 19´ latitud Sur y 72° 34´ longitud Oeste, entre Chaitén y Coyhaique, en plena Carretera Austral, que es la vía de acceso más utilizada. Buses interurbanos unen al pueblo con las ciudades de Chaitén y Coyhaique. Otras formas de llegar son por aire y mar. Puyuhuapi cuenta con una pista de aterrizaje sin pavimentar, un muelle para embarcaciones mayores y una marina para los amantes del yachting.
A 16 km al sur del pueblo de Puyuhuapi se encuentra Puyuhuapi Lodge & Spa, más conocido como las Termas de Puyuhuapi. Se trata de un centro termal y de bienestar que ofrece desconexión y aventura junto a la escénica Carretera Austral y a orillas de un fiordo.

### Clima
El clima de Puyuhuapi es oceánico templado con abundancia de lluvias, lo que mantiene a Puyuhuapi verde todo el año.
Los meses de diciembre, enero y febrero son los más cálidos y soleados. El invierno es frío y muy lluvioso, especialmente en los meses de junio, julio y agosto. Por estar ubicado a nivel del mar, rara vez registra nevadas.

## Turismo
Puyuhuapi se ha consolidado como un destino turístico destacado dentro de la Carretera Austral, combinando atractivos naturales y una identidad cultural única que mezcla tradiciones alemanas y chilotas. Su entorno privilegiado, a orillas del canal Puyuhuapi y cercano al Parque Nacional Queulat, permite realizar actividades como senderismo, navegación por fiordos, avistamiento de fauna y baños en aguas termales. Entre sus principales puntos de interés se encuentran el ventisquero colgante, accesible mediante senderos autoguiados, y las Termas de Puyuhuapi, reconocidas por su ubicación en medio del bosque nativo. La arquitectura del pueblo, con casas de tejuelas y jardines floridos, es otro de sus encantos, al igual que la gastronomía local que fusiona recetas alemanas y productos del mar. El desarrollo del turismo ha permitido la oferta de alojamientos, restaurantes y servicios básicos para los visitantes durante todo el año. 

## Historia

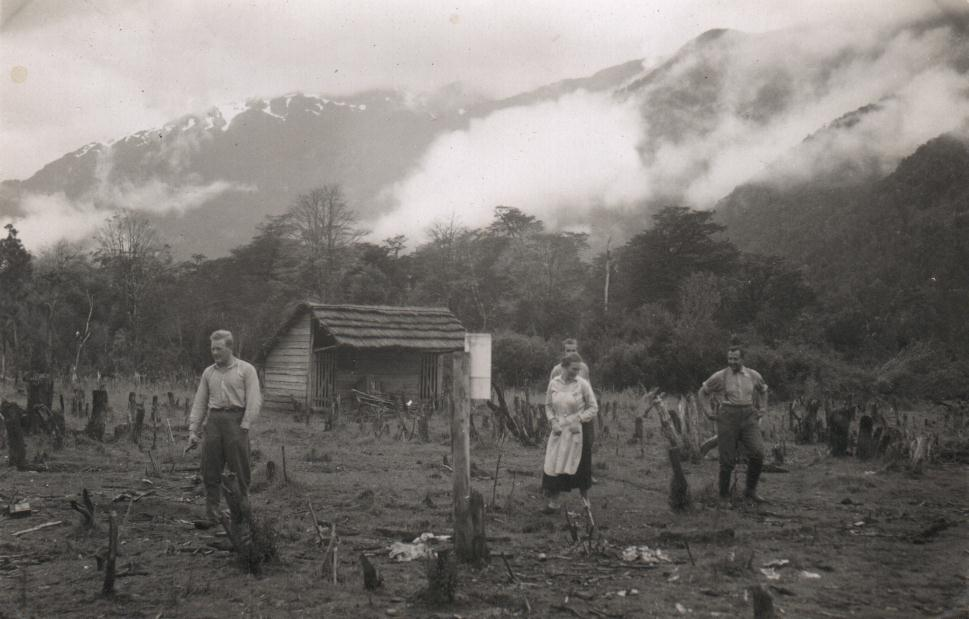
Colonos alemanes en Puyuhuapi despejando la zona mediante incendios.

La historia de Puyuhuapi comenzó alrededor de 1930 a partir del deseo de la empresaria chilena Antonia Inalaf de financiar la emigración de un grupo de alemanes de los Sudetes hacia Chile. Los mismos provenían del pueblo de Rossbach (en checo, Hranice), por entonces parte de Checoslovaquia y actualmente ubicado en la República Checa.
En el proyecto participaron los alemanes de los Sudetes Otto Uebel, Karl Ludwig, Walter Hopperdietzel y Ernesto Ludwig. Motivados por el espíritu aventurero y el temor a una guerra, estos cuatro jóvenes partieron de la entonces Checoslovaquia hacia Chile. Allí se encontraron con el explorador alemán de Alemania Augusto Grosse, quien había sido previamente contratado por el gobierno chileno para alentar la inmigración alemana en general y los ayudó a fundar Puyuhuapi en 1935. 

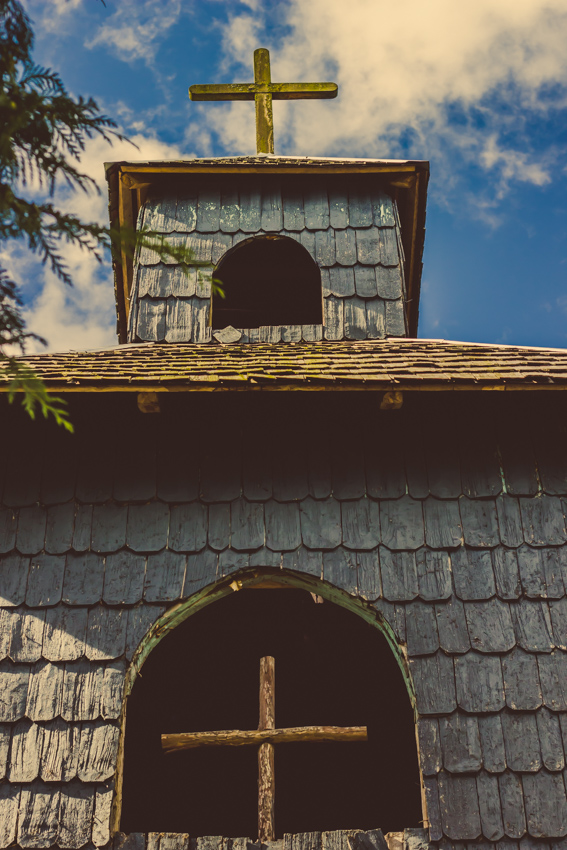
Iglesia de Lourdes, Puyuhuapi.

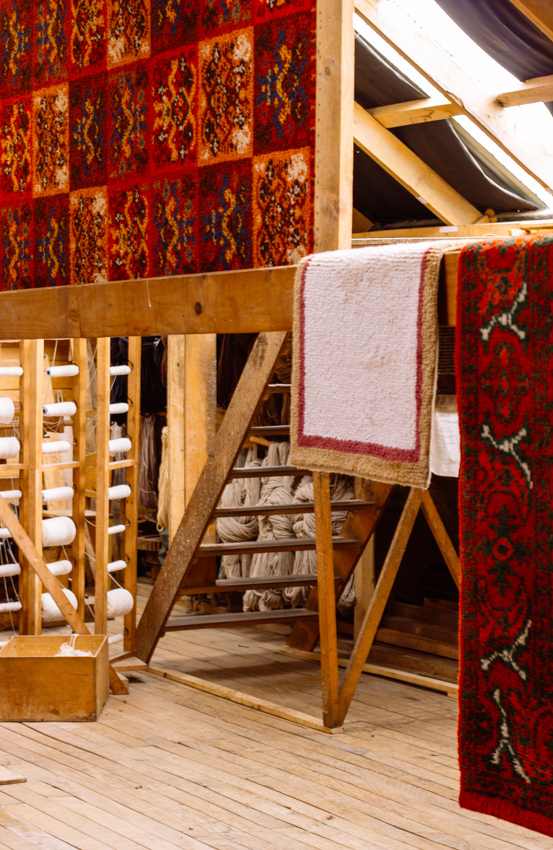
Interior de la Fábrica de Alfombras, Puyuhuapi

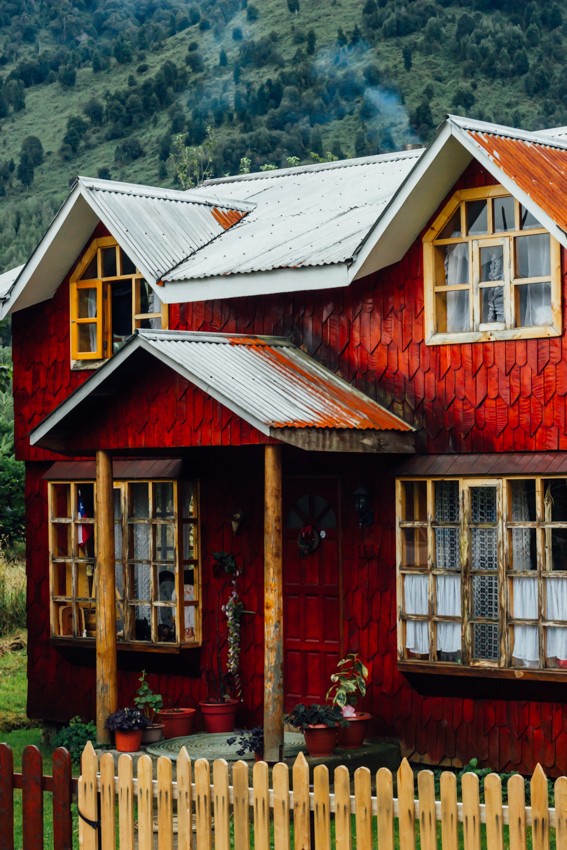
Casa típica.

Su intención era traer a muchas más familias, pero primero necesitaban conocer las oportunidades que ofrecía el país. La Segunda Guerra Mundial frustró su sueño. Después de la guerra, los familiares de los inmigrantes tuvieron que salir de Rossbach y llegaron a Puyuhuapi en 1947.

### Fundadores
- Otto Uebel (1906-1975): Químico. Estuvo a cargo de la parte agrícola: lechería, ganadería, limpias y sembrados.
- Ernesto Ludwig (1912-1969): Fue uno de los primeros colonos en llegar a Puyuhuapi en 1935. Estuvo a cargo del aserradero, talleres máquinas y la construcción de botes, lanchas y casas.
- Karl Ludwig (1906-1996): No vivió mucho tiempo en Puyuhuapi. En Puerto Montt estuvo a cargo de los trámites necesarios, del abastecimiento del asentamiento y de la comercialización de sus productos.
- Walter Hopperdietzel (1911-1996): Ingeniero textil, en 1945 montó una fábrica de géneros y alfombras, dando trabajo a las mujeres cuyas familias habían llegado de Chiloé contratados por el fundo Puyuhuapi. La fábrica cerró sus puertas en 2018.[4]
- Helmut Hopperdietzel (1921-1979): Llegó a Puyuhuapi en 1947 después de la Segunda Guerra Mundial. Su tarea fue la comunicación con el mundo exterior, primero como telegrafista y encargado de correos, y posteriormente en la construcción de caminos.
- Hellen Behn: Primera mujer en llegar a Puyuhuapi.

### Migración chilota a Puyuhuapi
El aporte chilote, realizado de manera constante, esforzada y anónima, fue fundamental para los comienzos de Puyuhuapi y para prácticamente toda la Patagonia chilena. Lamentablemente, no existen registros acerca de estos primeros pioneros. Llegaron primero como temporeros, pero muy pronto se establecieron definitivamente. Algunos, como el mueblista y carpintero Francisco Muñoz o el constructor de botes Francisco Gueiquén aportaron conocimientos esenciales a la empresa.

### Cobertura de telefonía móvil
5G de Entel y Movistar. WOM y Claro Chile están vía roaming nacional.

## Medios de comunicación

### Radioemisoras

#### FM
- 94.1 MHz - Radio Puyuhuapi

### Televisión

#### TDT
Canales de televisión en señal abierta digital (TVD) con dial definitiva, aunque sin iniciar las transmisiones en el sector, las cuales son:
- 7.1 - TVN
- 7.2 - NTV
- 7.31 - TVN One Seg
- 13.1 - Canal 13 HD
- 13.2 - T13 En Vivo
- 13.31 - Canal 13 One Seg

También se encuentra asignada esta señal, pero sin embargo, es posible que el canal pueda renunciar su concesión de televisión como lo que ha ocurrido en otras ciudades del país [2]
- 9.1 - Mega
- 9.2 - Mega 2
- 9.31 - Mega One Seg